# Часов Јар
Часов Јар (укр. Часів Яр, рус. Часов Яр) је градић у Бахмутском округу, Доњецка област, Украјина. Налази се 10 км западно од Бахмута и центар је градске заједнице Часов Јар. У јануару 2022. имао је 12.250 становника.

## Географија
Налази се на споју канала Северски Доњец - Донбас и железничке пруге Краматорск - Бахмут, 18 км западно од окружног центра Бахмут, 81 км од регионалног центра Доњецка и 674 км од Кијева. Површина града је валовита. Просечна температура у јануару је -6,4°, у јулу +21,9°. Ниво просечних годишњих падавина прелази 500 мм.

## Историја

### Рани развој
Часов Јар као значајно насеље може се пратити још од 1876. године када је руски племић основао ватросталну локацију за обраду локалне глине која је у изобиљу у том подручју. Првобитно познато као Хрузке или Плешчејеве, насеље је расло упоредо са индустријом глине. Ове индустрије су играле кључну улогу у економском расту региона, привлачећи насељенике и раднике у то подручје.

### Пре и после Другог светског рата
Часов Јар је стекао статус совјетског града 1938. након совјетског пописа 1937. године, што је представљало значајну прекретницу у његовом развоју. Током Другог светског рата, од октобра 1941. до септембра 1943. године, град су окупирале трупе Осовине. Касније је почела обнова града. Производња глине је модернизована након рата и развијена су нова постројења за електронику, метале и традиционалне производе од глине (ватростални материјали). За време совјетског периода у Часовом Јару су биле четири средње школе, две седмогодишње школе, школа ФЗО, два дома културе, 14 библиотека, четири клуба и два стадиона.
У јануару 1989. године становништво је износило 19.804 становника, а основу привреде чинило је вађење ватросталне глине и производња ватросталних производа.

### Инвазија Русије на Украјину
Непосредно пре руске инвазије на Украјину, цивилни градоначелник града је побегао. Уместо њега, украјински војни званичници успоставили су ванредно стање под војно-цивилном управом Часов Јар коју води 42-годишњи Сергеј Чаус. Иако неизабран, мештани га незванично називају градоначелником. Чаус је позвао грађане да евакуишу град, али је био саосећајан са онима који су остали, рекавши да „не желе да напусте град у коме су рођени“.
Дана 9. јула 2022, руски ракетни удари на град уништили су железничку станицу и делимично уништили стамбену зграду. Истог дана, у ракетном удару на стамбену област погинуло је најмање 48 људи.
Након губитка Соледара 16. јануара 2023. и пада Клишчијевке 20. јануара, Часов Јар је постао кључни центар украјинске одбране на Доњецком фронту, пошто је постао једини пут за украјинске трупе и снабдевање у и из опкољеног града Бахмута.
Град је деловао као позиција за прегруписавање, где су украјинске трупе ротирали у и из Бахмута, дајући им времена за одмор и снабдевање. Од предратног становништва од 15.000, до марта 2023. године у граду је остало само око 1.500 становника. Преостали грађани углавном живе у подрумима изгорелих зграда. Више нема продавница, а становништво се ослања на спољну хуманитарну помоћ да би преживело. Већина помоћи која је послата граду дошла је од УН-овог ОСНА, а велики конвој за снабдевање стигао је у град 10. марта 2023.
Након што су руске снаге заузеле све значајне области Бахмута, Часов Јар је постао утврђена предња артиљеријска база, подржавајући украјинске снаге у њиховим бочним нападима и гранатирајући руске снаге у самом Бахмуту. Од августа 2023. у остацима Часов Јара живело је нешто више од 1.000 цивила, који су постали мање зависни од хуманитарне помоћи пошто су им пролеће и лето омогућили да одржавају баште за прехрану. Гувернер Доњецке области Павло Кириленко известио је да је град погођен руском касетном муницијом 23. јула.
Руске снаге су прво почеле офанзиву ка Часовом Јару 26. децембра. Русија је наставила копнену офанзиву ка Часов Јару почевши од 3. јануара 2024. године, рекао је новопроглашени главнокомандујући Оружаних снага Украјине Олександр Сирски. Сирски је известио да су руске снаге извеле велику офанзиву северно од града, у близини села Богдановка. Од преосталих 800, углавном старијих становника града, скоро сви су изјавили да би се евакуисали са украјинским снагама ако би насеље заузеле руске снаге.

## Економија
Привреда Часовог Јара је изграђена од вађења ватросталне глине и производње ватросталних производа.

### Транспорт
У граду је постојала једна железничка станица, која је уништена 9. јула 2022. током руске инвазије на Украјину.